# اپریستراید
اپریستراید (انگلیسی: Epristeride) دارویی است که در درمان هیپرپلازی خوش‌خیم پروستات در چین استفاده می‌شود. این دارو از راه دهان مصرف می‌شود.
اپریستراید یک مهارکننده 5α ردوکتاز است و با کاهش تولید دی هیدروتستوسترون (DHT)، یک هورمون جنسی آندروژن، در قسمت‌های خاصی از بدن مانند غده پروستات عمل می‌کند.  این دارو دو نوع از سه شکل 5α ردوکتاز را مهار می‌کند، اما اثربخشی نسبتاً پایینی دارد و می‌تواند سطح DHT در خون را تنها بین ۲۵ تا ۵۴ درصد کاهش دهد.